# Transportes Sol
A Transportes Sol, conhecida como Transol, é uma empresa brasileira de transporte coletivo urbano de Salvador, Bahia.

## História
A empresa foi fundada no ano de 1983 com a razão social Transportes Sol Ltda., sendo uma cisão parcial da empresa Liberdade.
Em março de 1990, a Transol foi vendida para os proprietários da Viação Vale do Mucury de Teófilo Otoni, MG, que na época também eram acionistas da companhia São Geraldo de Viação.
Em 2015, a empresa passa a fazer parte da concessionária Ótima Transportes Salvador (OT Trans), concessionária do sistema Integra, e se junta às empresas Expresso Vitória, RD Turismo Transportes Rodoviários, São Cristóvão, Modelo, Triunfo Transportes, União e Unibus Bahia, tendo sua frota completamente caracterizada com a pintura do sistema.
A empresa opera somente linhas municipais, ao todo são 16 linhas.